# OOKeah!!
『OOKeah!!』（オーケー）は、日本のロックバンド、SUPERCARのアルバム。1999年8月21日、エピックレコードジャパンより発売。

## 概要
- アルバム『JUMP UP』からわずか5ヶ月後に、『OOYeah!!』と2枚同時発売された。
- オリジナルアルバムとは扱われておらず、企画アルバムとして扱われている。
- もともとは1999年5月15日にインディーズレーベルからアナログ盤で発売されていた。アナログ盤は瞬く間に完売した。本作はそのアナログ盤に新曲を2曲プラスしてCD化したものである。なお、アナログ盤は全曲フェイドアウト編集無しとなっており、「SATORI」はイントロが微妙に違うバージョンが収録されている。
- 初回限定：3Dグラス付。帯がフィルムになっており、それを通してジャケットを見ると飛び出して見えるというものであった。

## 収録曲
| 全作詞: 石渡淳治、全作曲: 中村弘二、全編曲: SUPERCAR。 |                  |          |            |      |
| #                                                      | タイトル         | 作詞     | 作曲・編曲 | 時間 |
| 1.                                                     | 「OOKeah!!」     | 石渡淳治 | 中村弘二   | 2:15 |
| 2.                                                     | 「Sun Rider」    | 石渡淳治 | 中村弘二   | 4:11 |
| 3.                                                     | 「Jet Bee Town」 | 石渡淳治 | 中村弘二   | 3:45 |
| 4.                                                     | 「SATORI」       | 石渡淳治 | 中村弘二   | 4:17 |
| 5.                                                     | 「Flicker」      | 石渡淳治 | 中村弘二   | 3:07 |
| 6.                                                     | 「Summer Tune」  | 石渡淳治 | 中村弘二   | 4:45 |
| 7.                                                     | 「Desperado」    | 石渡淳治 | 中村弘二   | 4:17 |
| 8.                                                     | 「Light Up」     | 石渡淳治 | 中村弘二   | 3:30 |
| 9.                                                     | 「Dive」         | 石渡淳治 | 中村弘二   | 3:33 |
| 10.                                                    | 「MIAMI BEACH」  | 石渡淳治 | 中村弘二   | 2:53 |
| 合計時間:                                              | 合計時間:        | 36:33    |            |      |

### 楽曲解説
「OOKeah!!」
今作の表題曲。
「Flicker」
ミノルタ「VECTIS2000」CMソング。同CMのイメージキャラクターにフルカワミキが起用された。
「Desperado」
PVが制作されている。